# Logo d'Einstürzende Neubauten
Le logo d'Einstürzende Neubauten est un croquis de bipède doté de deux bras, de deux jambes (la droite plus courte que la gauche), d'un tronc longiligne et d'une tête ronde avec un point en son centre (). C'est à l'origine une forme d'art pariétal probablement toltèque que le groupe a adopté comme emblème au début des années 1980.

## Origine et signification
C'est Blixa Bargeld qui a vu le logo dans un livre sur l'ère jurassique et se l'est approprié pour son groupe. Bargeld voulait un symbole dont la signification est indéfinie pour que chacun puisse y apporter la sienne. Il s'agit selon lui d'un pétroglyphe toltèque qui a été créé entre l'an 700 et l'an 1200 de notre ère dans une grotte du Mexique central.
D'après Alexander Hacke, ce qui a plu au groupe est qu'« il ressemble autant à un homme qu'au monde et à ses différents niveaux : les jambes représentent la terre, la tête, le ciel et le point au centre figurerait le soleil ». Blixa Bargeld parle aussi de shaman ou de personnes aux grands pouvoirs. « La puissance de ce symbole par rapport à d'autres, tient au fait qu'il a une apparence humanoïde. Il y a l'œil. ». 

Le symbole de Dee

D'autres sources avancent que le symbole n'est pas toltèque mais olmèque et aurait été découvert à Chilpancingo au Mexique en 1200 av. J.-C. Il est en outre proche du glyphe chinois signifiant « ciel » qui a une même tête ronde avec un point au centre.
Bien que ce soit un ancien symbole amérindien, il est de nos jours plus souvent associé au groupe qui l'a remis au goût du jour.
On notera enfin une forte similarité entre le logo du groupe et la Monas Hieroglyphica (ou Hiéroglyphique Monade). C'est un symbole ésotérique représentant le temps inventé en 1564, c'est aussi le titre de l'ouvrage dans lequel on le trouve. Il a été écrit et conçu par John Dee, mage de la cour et astrologue d'Élisabeth Ire d'Angleterre.

## Usage

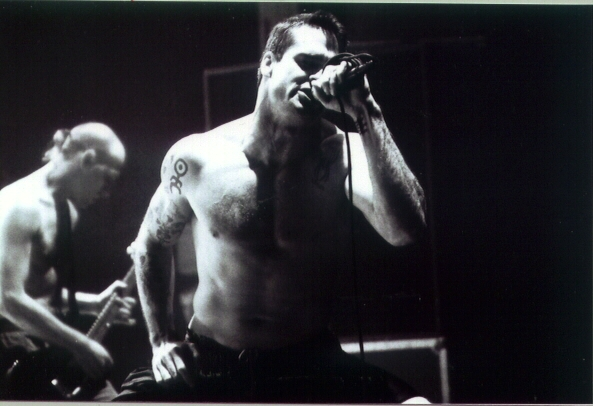
Le chanteur Henry Rollins avec le logo tatoué sur l'épaule.

Le logo est estampillé sur presque tous les produits du groupe, que ce soient les jaquettes de CD, de DVD ou de vinyle, les affiches, l'artwork et autres accessoires à l'effigie du groupe. Le logo est protégé par droits d'auteur au nom du groupe ce qui n'empêche pas qu'il ait déjà été utilisé ailleurs. Bargeld affirme l'avoir vu sur un shampooing en France
Le groupe avait demandé à ses fans d'envoyer des photos s'ils avaient un tatouage du logo. Les photos reçues ont été imprimées sur le livret de la compilation Strategien gegen Architektur III parue en 2001.